# Busan FC
Busan FC ist ein Fußballfranchise aus Busan in Südkorea. Der Verein spielt aktuell in der K3 League Basic, der fünfthöchsten Spielklasse Südkoreas.

## Geschichte

### Gegenwart (2017- )
Die K3 League gab am 18. November 2016 bekannt, für die Saison 2017 Busan FC in die Liga mitaufzunehmen. Als Trainer wurde Lee Dong-won verpflichtet. Der Verein beendete seine Premierensaison in der K3 League Basic auf Platz 6 und scheiterte knapp an den Play-off-Spielen. Die Pokalsaison endete für den Verein in der 1. Runde. Dort spielte man zuhause gegen U-League-Mitglied Gwangju University und verlor das Spiel knapp mit 2:3. In der darauffolgenden Saison konnte sich der Verein deutlich steigern. Nach Ende der Regulären Saison stand man auf Platz 3 in der Liga, womit man sich für die Play-off-Spiele qualifizierte. Kurz nach Ende der regulären Saison gab aber der Verein bekannt, aufgrund von finanziellen Schwierigkeiten die Liga zu verlassen und das Play-off-Spiel nicht mehr wahrzunehmen. In welcher Liga der Verein kommende Saison antreten wird, ist bisher noch nicht klar. Im Korean FA Cup scheiterte der Verein überraschend in der 1. Runde an den Amateurteam von SMC Engineering mit 1:2.

### Historie-Übersicht
| Saison | Liga            | Kl. | Vereine | Spiele | Pl. | S  | U | N | Tore  | Pkt. | KFA Cup       | K3-League-Play-off | Trainer      |
| 2017   | K3 League Basic | 5   | 9       | 16     | 6.  | 6  | 3 | 7 | 34:35 | 21   | 1. Hauptrunde | Nicht Qualifiziert | Lee Dong-won |
| 2018   | K3 League Basic | 5   | 11      | 20     | 3.  | 12 | 4 | 4 | 46:17 | 40   | 1. Hauptrunde | Nicht angetreten   | Lee Dong-won |

## Aktueller Kader
Stand: Saisonbeginn 2018
| Nr. |           | Position | Name              |
| --- | --------- | -------- | ----------------- |
| 1   | Korea Sud | TW       | Jo Il-yeong       |
| 4   | Korea Sud | AB       | Park Seong-hun    |
| 5   | Korea Sud | AB       | Ahn Yeong-hun     |
| 6   | Korea Sud | AB       | Seo Chang-hun     |
| 8   | Korea Sud | MF       | Mun Jun-hyeong    |
| 9   | Korea Sud | ST       | Jeong Yeong-hyeon |
| 10  | Korea Sud | ST       | Lee Geon-uh       |
| 11  | Korea Sud | ST       | Lee Ho-seong      |
| 12  | Korea Sud | AB       | Son Han-seob      |
| 14  | Korea Sud | MF       | Choi Jin-hyeong   |
| 16  | Korea Sud | AB       | Ju Eun-jo         |
| 18  | Korea Sud | MF       | Lee Chang-hwan    |
| 20  | Brasilien | ST       | Fidel             |
| 21  | Korea Sud | ST       | Jo Kwon-hyeok     |
| 24  | Korea Sud | MF       | Ju Pan-kwan       |

| Nr. |                     | Position | Name            |
| --- | ------------------- | -------- | --------------- |
| 26  | Korea Sud           | MF       | Lee Ju-heon     |
| 27  | Korea Sud           | MF       | Lee Yeong-hyeon |
| 28  | Korea Sud           | TW       | Jeong Taek-hwan |
| 33  | Korea Sud           | TW       | Hwang Seong-gu  |
| 34  | Brasilien           | AB       | Matheus         |
| 35  | Korea Sud           | AB       | Park Seong-jun  |
| 36  | Korea Sud           | MF       | Lee Jong-su     |
| 40  | Korea Sud           | MF       | Jang Jeong-bin  |
| 50  | Korea Sud           | AB       | Kim Su-han      |
| 70  | Korea Sud           | MF       | Mun Jong-hyeon  |
| 92  | Korea Sud           | AB       | Lee Seok-uh     |
| 95  | Korea Sud           | MF       | Mun In-kwang    |
| 97  | Korea Sud           | MF       | Lee Se-won      |
| -   | China Volksrepublik | AB       | Yang Zhao Hwi   |

## Stadion
| Stadion | Name                           | Eigentümer            | Eröffnung | Nutzungszeitraum | Nutzungszeitraum |
| Stadion | Name                           | Eigentümer            | Eröffnung | Von              | Bis              |
| ------- | ------------------------------ | --------------------- | --------- | ---------------- | ---------------- |
|         | Busan-Asiad-Main-Ersatzstadion | Stadtverwaltung Busan | 2001      | 2017             | 2018             |